# Wencheng
Der Kreis Wencheng (文成县,  Wénchéng Xiàn) ist ein Kreis in der chinesischen Provinz Zhejiang. Er gehört zum Verwaltungsgebiet der bezirksfreien Stadt Wenzhou. Die Fläche beträgt 1.296 Quadratkilometer und die Einwohnerzahl 288.168 (Stand: Zensus 2020). 1999 zählte Wencheng 372.451 Einwohner.